# 不納欠損処分
不納欠損処分（ふのうけっそんしょぶん）とは、歳入徴収額を調定したものの何らかの理由で徴収が行えず、今後も徴収の見込みがたたないため、地方自治体がその徴収を諦めること。

## 概要
歳入を徴収する際、誰がいくらどのような性格のお金を納めなければならないのかを確認した上で徴収額を決定する。この徴収額を決定する行為を調定というが、この調定を行ったものの、債務者が死亡し相続人もいない場合や、時効が成立したときなどでは徴収が出来ず、今後も徴収の見込みがたたないため、徴収を諦めることになる。このような場合に地方自治体で行われるのが不納欠損処分である。また時効のような法律若しくはこれに基づく政令又は条例に特別の定めがある場合でなくとも、地方自治法第九十六条第一項第十号の規定により権利の放棄が議決された際には、それを根拠として手続きを行うことも可能である。